# Alfred F. Lichtenstein
Alfred F. Lichtenstein (* 6. August 1876 in Brooklyn; † 24. Februar 1947 in New York City) war einer der bekanntesten US-amerikanischen Philatelisten.
Er wuchs in Brooklyn auf und entwickelte als Junge sein Interesse für Briefmarken.
Lichtenstein war Präsident der Firma Ciba in New York, einem Vorläufer der Pharmafirma Ciba-Geigy.
Er besaß eine sehr umfangreiche philatelistische Sammlung klassischer Briefmarken, darunter den „Bordeaux-Brief“, die später seine Tochter Louise Boyd Dale (1913–1967) weiterführte. Er betätigte sich als Juror bei philatelistischen Veranstaltungen. 1945 gründete er mit anderen die Philatelic Foundation (deutsch: philatelistische Stiftung). Zu seinem Gedenken stiftete der Collectors Club of New York (deutsch: Sammlerklub von New York) den Lichtenstein Award, der seit 1952 verliehen wird. Die Sammlung von ihm und seiner Tochter wurde zwischen 1968 und 1997 in mehreren Auktionen versteigert.